# 沖縄県立具志川商業高等学校
沖縄県立具志川商業高等学校（おきなわけんりつ ぐしかわしょうぎょうこうとうがっこう）は、沖縄県うるま市みどり町六丁目にある県立商業高等学校。

## 設置学科
- リゾート観光科（国内･国外旅行業務　旅行業務取扱責任業務）
- ビジネスマルチメディア科（Web作成　画像処理）
- オフィスビジネス科（ビジネス実践）
- 情報システム科（プログラミング・Java等の基本情報知識）

## 沿革
- 1977年 - 前原高・石川高・宜野座高の商業科を統合した独立校として開校
- - リゾート観光科、オフィスビジネス科は海外研修、マルチメディア科、情報システム科は修学旅行が実施されている。
- 2021年 -  第93回選抜高等学校野球大会において21世紀枠に選出され甲子園初出場。沖縄県勢として6年ぶりの選抜出場となった[1]（ベスト16）。

## 日商簿記甲子園
- 日本商工会議所が2024年度から開催する第1回全国高等学校日商簿記選手権大会（日商簿記甲子園）（日商簿記検定施行70周年記念事業）の参加校である[2]。